# 中国遗传学会
中国遗传学会（英語：The Genetics Society of China），是由中华人民共和国遗传学工作者组成的学术组织，隶属于中国科学技术协会。成立于1978年，住所为北京市朝阳区。

## 历届理事长[2]
- 第一届：李汝祺
- 第二届：谈家桢
- 第三届：谈家桢
- 第四届：李振声
- 第五届：李振声
- 第六届：赵寿元
- 第七届：李家洋
- 第八届：李家洋
- 第九届：张亚平
- 第十届：薛勇彪
- 第十一届：杨维才

## 颁发奖项[3]
- 李汝祺动物遗传奖
- 李振声植物遗传奖
- 吴旻医学遗传奖
- 谈家桢遗传教育奖